# Rescue Me (ER)
Rescue Me is de zevende aflevering van het zevende seizoen van de televisieserie ER, die voor het eerst werd uitgezonden op 23 november 2000.

## Verhaal
Dr. Corday krijgt te horen dat zij aangeklaagd wordt voor een medische fout na de complicatie die een patiënt heeft gekregen. Tevens ontdekt zij dat zij zwanger is.
Lockhart wil niet met haar moeder Maggie praten, nu wil Maggie Chicago niet verlaten voordat zij met haar dochter heeft gesproken. 
Dr. Jing-Mei Chen krijgt onverwachts bezoek van haar moeder, zij wist nog niet dat haar dochter zwanger was. Dit wordt al snel voor de moeder duidelijk als zij haar dochter met haar buik ziet, zij is ontsteld als zij hoort dat de vader van negroïde afkomst is. 
Dr. Weaver accepteert een uitnodiging van dr. Legaspi voor een etentje. Dan ontdekt zij dat dr. Legaspi andere bedoelingen heeft met het etentje, zij blijkt een lesbienne te zijn met gevoelens voor haar. 
Dr. Greene ontdekt dat hij een hersentumor heeft.

## Rolverdeling

### Hoofdrollen
- Anthony Edwards - Dr. Mark Greene
- Noah Wyle - Dr. John Carter
- Laura Innes - Dr. Kerry Weaver
- Alex Kingston - Dr. Elizabeth Corday
- Paul McCrane - Dr. Robert Romano
- Goran Višnjić - Dr. Luka Kovac
- Michael Michele - Dr. Cleo Finch
- Erik Palladino - Dr. Dave Malucci
- Ming-Na - Dr. Jing-Mei Chen
- Eriq La Salle - Dr. Peter Benton
- Matthew Watkins - Reese Benton
- Christopher John Fields - Dr. Phil Tobiason
- Elizabeth Mitchell - Dr. Kim Legaspi
- Maura Tierney - verpleegster Abby Lockhart
- Ellen Crawford - verpleegster Lydia Wright
- Laura Cerón - verpleegster Chuny Marquez
- Conni Marie Brazelton - verpleegster Connie Oligario
- Lyn Alicia Henderson - ambulancemedewerker Pamela Olbes
- Kristin Minter - Randi Fronczak
- Khandi Alexander - Jackie Robbins
- Sally Field - Maggie Wyczenski

### Gastrollen (selectie)
- Alan Dale - Al Patterson
- Nancy Kwan - Mrs. Chen
- Ed Lauter - brandweercommandant Dannaker
- Jonelle Allen - Debbie Marlin
- Candice Azzara - Mrs. Roth
- Anthony Lee - Mr. Florea
- Vanita Harbour - slechte chauffeur
- Garry R. Roleder - Morgan